# Fire Punch
Fire Punch (ファイアパンチ, Faiapanchi) est un shōnen manga de Tatsuki Fujimoto, prépublié dans le magazine en ligne Shōnen Jump+ entre avril 2016 et janvier 2018 puis publié par l'éditeur Shūeisha en un total de huit volumes reliés sortis entre juillet 2016 et février 2018. La version française est éditée par Kazé en autant de volumes parus entre juin 2017 et novembre 2018.

## Synopsis
L'humanité traverse une crise sans précédent : le chaos et la famine terrassent les rares survivants d'une nouvelle ère glaciaire. Toutefois, certaines personnes dans ce monde sont dotées de capacités surnaturelles. 
C'est dans ce contexte qu'Agni et sa sœur Luna utilisent leurs pouvoirs de régénération afin de nourrir le village afin d'éviter une famine. Cependant, la paix ne dure pas, et des militaires en quête de vivres s'emparent d'habitants du village pour en faire des esclaves. Toutefois, la découverte des restes des bras d'Agni provoque la fin du village. Doma, le commandant de la troupe, décide de punir le cannibalisme du village, et noie le village sous les flammes, qui ne peuvent s'éteindre tant qu'elles n'ont pas consumé entièrement leurs cibles. 
Le village sous les flammes, seuls Agni et Luna parviennent à survivre, mais cette dernière finit par succomber, son pouvoir étant inférieur à celui de son frère. Les flammes ne pouvant achever son agonie, Agni passe 8 ans à souffrir, jusqu’à maîtriser son pouvoir, et partir venger ceux qui ont tué sa sœur et détruit son village.

## Parution
La série est prépubliée dans le magazine en ligne Shōnen Jump+ de l'éditeur Shūeisha à partir d'avril 2016. Elle prend fin avec la parution du huitième tome au Japon en février 2018.

### Liste des volumes
| no | Japonais        | Japonais          | Français         | Français          |
| no | Date de sortie  | ISBN              | Date de sortie   | ISBN              |
| -- | --------------- | ----------------- | ---------------- | ----------------- |
| 1  | 4 juillet 2016  | 978-4-08-880731-7 | 21 juin 2017     | 978-2-82032-864-9 |
| 2  | 4 octobre 2016  | 978-4-08-880797-3 | 23 août 2017     | 978-2-82032-883-0 |
| 3  | 2 décembre 2016 | 978-4-08-880873-4 | 25 octobre 2017  | 978-2-82032-918-9 |
| 4  | 3 mars 2017     | 978-4-08-881014-0 | 13 décembre 2017 | 978-2-82032-942-4 |
| 5  | 2 juin 2017     | 978-4-08-881061-4 | 7 mars 2018      | 978-2-82033-206-6 |
| 6  | 4 août 2017     | 978-4-08-881147-5 | 6 juin 2018      | 978-2-82033-235-6 |
| 7  | 2 novembre 2017 | 978-4-08-881170-3 | 5 septembre 2018 | 978-2-82033-267-7 |
| 8  | 2 février 2018  | 978-4-08-881327-1 | 28 novembre 2018 | 978-2-82033-299-8 |

## Influences
L'auteur revendique l'influence d'Anpanman, personnage d'anime célèbre au Japon, pour le scénario, et celle du mangaka Hiroaki Samura, auteur de L'Habitant de l'infini, pour le dessin.